# Santa Maria (Bragance)
Santa Maria était une freguesia portugaise du concelho de Bragance, qui avait une superficie de 13,49 km2 pour une population de 3 940 habitants en 2011. Densité: 292,1 hab/km2.
Elle disparut en 2013, à la suite d'une réforme administrative nationale, à l'occasion de laquelle elle fusionna avec les freguesias de Sé et de Meixedo pour former une nouvelle freguesia nommée União das Freguesias de Sé, Santa Maria e Meixedo.